# Ламардон
Ламардон (ос. Ламардон) — село в Пригородному районі Республіки Північна Осетія — Аланія. Входить до складу Даргавського сільського поселення.

## Географія
Розташоване поблизу лівого берега річки Мідаграбіндон.
Складається з двох кварталів — Північний Ламардон (нині покинуте) і Південний Ламардон (власне Ламардон).

## Населення
| Чисельність населення |      |
| 2002                  | 2010 |
| 42                    | →48  |

## Відомі жителі
У Ламардоні народилася учасниця Великої Вітчизняної війни льотчиця Іліта Даурова.